# Nedbank Cycle Classic
La Nedbank Cycle Classic est une course cycliste d'un jour disputée à Windhoek en Namibie. En 2006, elle faisait partie de l'UCI Africa Tour.
La première édition s'est tenue en 1986.

## Palmarès depuis 2001

### Hommes
| Année | Vainqueur             | Deuxième               | Troisième         |
| ----- | --------------------- | ---------------------- | ----------------- |
| 2001  | Mannie Heymans        | Erik Hoffmann          | Jacques Celliers  |
| 2002  | Heiko Hennes          | Jacques Celliers       | Egon Laaser       |
| 2003  | Mannie Heymans        | Arno Viljoen           | Tokkie Bombosch   |
| 2004  | Erik Hoffmann         | Arno Viljoen           | Mannie Heymans    |
| 2005  | Mannie Heymans        | Ermin van Wyk          | Lotto Petrus      |
| 2006  | Ermin van Wyk         | Jaco Blaauw            | Tjipee Murangi    |
| 2007  | Dan Craven            | Raphael Bertschinger   | Jacques Celliers  |
| 2008  | Dan Craven            | Nick du Plessis        | Heiko Redecker    |
| 2009  | Till Drobisch         | Ermin van Wyk          | Tjipee Murangi    |
| 2010  | Marc Bassingthwaighte | Mannie Heymans         | Till Drobisch     |
| 2011  | Dan Craven            | Jonathan Tiernan-Locke | Till Drobisch     |
| 2012  | Raul Costa Seibeb     | Heinrich Köhne         | Michael Pretorius |
| 2013  | Raul Costa Seibeb     | Heinrich Köhne         | Martin Freyer     |
| 2014  | Raul Costa Seibeb     | Lotto Petrus           | Pascal Marggraf   |
| 2015  | Raul Costa Seibeb     | Martin Freyer          | Michael Pretorius |
| 2016  | Till Drobisch         | Raul Costa Seibeb      | Lotto Petrus      |
| 2017  | Till Drobisch         | Drikus Coetzee         | Xavier Papo       |
| 2018  | Dan Craven            | Drikus Coetzee         | Lotto Petrus      |
| 2019  | Dan Craven            | Nolan Hoffman          | Alex Miller       |
| 2020  | Victor Campenaerts    | Dan Craven             | Martin Freyer     |

### Femmes
| Année | Vainqueur        | Deuxième         | Troisième        |
| ----- | ---------------- | ---------------- | ---------------- |
| 2016  | Genevieve Weber  | Irene Steyn (en) |                  |
| 2017  | Michelle Vorster | Michelle Doman   | Irene Steyn (en) |
| 2018  | Vera Adrian      | Michelle Vorster | Michelle Doman   |
| 2019  | Vera Adrian      | Michelle Vorster | Genevieve Weber  |
| 2020  | Michelle Vorster | Imke Jagau       | Risa Dreyer      |